# Axixintla
Axixintla är en ort i Mexiko.   Den ligger i kommunen Taxco de Alarcón och delstaten Guerrero, i den sydöstra delen av landet, 100 km söder om huvudstaden Mexico City. Axixintla ligger 1 222 meter över havet och antalet invånare är 1 647.
Terrängen runt Axixintla är kuperad norrut, men söderut är den bergig. Runt Axixintla är det ganska tätbefolkat, med 160 invånare per kvadratkilometer. Närmaste större samhälle är Taxco de Alarcón, 10,6 km sydväst om Axixintla. I omgivningarna runt Axixintla växer huvudsakligen savannskog.